# Claude Farrère
Claude Farrère pseudônimo de Frédéric-Charles Bargone (Lyon, 27 de abril de 1876 - Paris, 21 de junho de 1957) foi um escritor de novelas francês. Suas obras eram ambientadas em lugares exóticos como Istambul, Saigon e Nagasaki. Uma de suas novelas, Les civilisés, lhe rendeu o Prêmio Goncourt de 1905. Em 28 de março de 1935 foi eleito para ocupar uma cadeira na Academia Francesa. Inicialmente procurou seguir os passos do pai, que tinha sido coronel de infantaria e servido nas colónias francesas. Entrou para a academia naval em 1894, foi nomeado tenente em 1906 e foi promovido a capitão em 1918. Porém pediu demissão no ano seguinte para se concentrar em sua carreira como escritor.

## Obras
- Le Cyclone (1902)
- Fumée d'opium (1904)
- Les Civilisés (1905) - Prêmio Goncourt
- L'homme qui assassina (1906)
- Pour vaincre la mer (1906)
- Mademoiselle Dax, jeune fille (1907)
- Trois hommes et deux femmes (1909)
- La Bataille (1909)
- Les Petites Alliées (1910)
- Thomas l'Agnelet (1911)
- La Maison des hommes vivants (1911)
- Dix-sept histoires de marins (1914)
- Quatorze histoires de soldats (1916)
- La Veillée d'armes (1917, em colaboração com L. Népoty)
- La Dernière Déesse (1920)
- Les Condamnés à mort (1920)
- Roxelane (1920)
- La Vieille Histoire (1920)
- Bêtes et gens qui s'aimèrent (1920)
- Croquis d'Extrême-Orient (1921)
- L'Extraordinaire Aventure d'Achmet Pacha Djemaleddine (1921)
- Contes d'Outre-Mer et d'autres mondes (1921)
- Les Hommes nouveaux (1922)
- Stamboul (1922)
- Lyautey l'Africain (1922)
- Histoires de très loin et d'assez près (1923)
- Trois histoires d'ailleurs (1923)
- Mes voyages : La promenade d'Extrême-Orient (vol. 1, 1924),
- Combats et batailles sur mer (1925, em colaboração com o Commandant Chack)
- Une aventure amoureuse de Monsieur de Tourville (1925)
- Une jeune fille voyagea (1925)
- L'Afrique du Nord (1925)
- Mes voyages: En Méditerranée (vol. 2, 1926)
- Le Dernier Dieu (1926)
- Cent millions d'or (1927)
- L'Autre Côté (1928)
- La Porte dérobée (1929)
- La Marche funèbre (1929)
- Loti (1929)
- Loti et le chef (1930)
- Shahrâ sultane et la mer (1931)
- L'Atlantique en rond (1932)
- Deux combats navals, 1914 (1932)
- Sur mer, 1914 (1933)
- Les Quatre Dames d'Angora (1933)
- La Quadrille des mers de Chine (1933)
- Histoire de la Marine française (1934)
- L'Inde perdue (1935)
- Sillages, Méditerranée et navires (1936)
- L'homme qui était trop grand (1936, em colaboração com Pierre Benoit)
- Visite aux Espagnols (1937)
- Les Forces spirituelles de l'Orient (1937)
- Le Grand Drame de l'Asie (1938)
- Les Imaginaires (1938)
- La Onzième Heure (1940)
- L'Homme seul (1942)
- Fern-Errol (1943)
- La Seconde Porte (1945)
- La Gueule du lion (1946)
- La Garde aux portes de l'Asie (1946)
- La Sonate héroïque (1947)
- Escales d'Asie (1947)
- Job, siècle XX (1949)
- La Sonate tragique (1950)
- Je suis marin (1951)
- La Dernière Porte (1951)
- Le Traître (1952)
- La Sonate à la mer (1952)
- L'Élection sentimentale (1952)
- Les Petites Cousines (1953)
- Mon ami Pierre Louïs (1953)
- Jean-Baptise Colbert (1954)
- Le Juge assassin (1954)
- Lyautey créateur (1955)

Tradução
- «O missionario». Vamos Lêr!. VI (236). Traduzido por Clarice Lispector. Rio de Janeiro. 6 de fevereiro de 1941. pp. 32–33, 64